# Kong Linghui
Kong Linghui, född 18 oktober 1975 i Harbin i Kina, är en kinesisk bordtennisspelare som tog individuellt OS-guld i Sydney år 2000. Han har även vunnit två medaljer i dubbel tillsammans med Liu Guoliang: OS-guld 1996 och OS-silver 2000.